# Scelio tripartitus
Scelio tripartitus är en stekelart som beskrevs av Jean-Jacques Kieffer 1906. Scelio tripartitus ingår i släktet Scelio och familjen Scelionidae. Inga underarter finns listade i Catalogue of Life.